# 4160 Sabrina-John
A 4160 Sabrina-John (ideiglenes jelöléssel 1989 LE) a Naprendszer kisbolygóövében található aszteroida. Eleanor F. Helin fedezte fel 1989. június 3-án.